# ThunderByte Antivirus
ThunderBYTE Anti-Virus (TBAV) va ser un software antivirus antic. Es va crear als Països Baixos per Frans Veldman al 1988, i va ésser publicat per la seva companyia, ESaSS B.V. Es va dissenyar per DOS, però es van portar versions suportant també Microsoft Windows. El nom de TBAV és reconegut per la seva velocitat d'anàlisis així com pel seu sistema basat en heurístiques, i pels fitxers Anti-Vir.Dat que emmagatzemaven la informació bona.
Originalment ThunderBYTE emprava una tarja ISA per proporcionar protecció per hardware abans que el operating system es carregués. Posteriorment es va llençar un producte basat únicament en software i que ràpidament va substituir a l'anterior solució hardware. Es distribuïa com shareware.
El 1998, TBAV va esser venut a Norman ASA, que va acabar abandonant ThunderBYTE com a producte.